# Nezbudská Lúčka
Nezbudská Lúčka (węg. Óváralja, do 1899 Nezbud-Lucska) – wieś gminna (obec) na Słowacji, w powiecie żylińskim. Położona nad Wagiem, na styku Kotliny Żylińskiej i Małej Fatry.
Po raz pierwszy wzmiankowana była w 1439 r. jako Vapena Lucska, a w 1511 jako Poccessia Lwcha. Powstanie wsi było związane z wypalaniem wapna do budowy obiektów w bliższej i dalszej okolicy. Ludzie jednak mieszkali tutaj już od młodszej epoki żelaza – podczas prac archeologicznych znaleziono ślady osadnictwa z tamtego okresu. Lúčka jako zwarta osada mogła istnieć już w XIII wieku, jako wieś służebna pobliskiego Starego Zamku.
W czasie słowackiego powstania narodowego w tym rejonie miały miejsce zacięte walki pomiędzy powstańcami, broniącymi tzw. Przesmyku Streczniańskiego na Domaszyńskim Meandrze, a wojskami niemieckimi nacierającymi w kierunku Kotliny Turczańskiej. Wieś została częściowo zniszczona.
Pod drugiej stronie rzeki znajduje się wieś Strečno wraz z zamkiem – pomiędzy dwoma miejscowościami kursuje prom. Piesi mogą korzystać z kładki nad Wagiem.